# بلدة ليك (مقاطعة ماكومب)
ليك، مقاطعة ماكومب (بالإنجليزية: Lake Township, Macomb County, Michigan)‏ هي بلدة تقع بولاية ميشيغان في الولايات المتحدة. تبلغ مساحتها 1.7 (كم²)، وترتفع عن سطح البحر 175 م، بلغ عدد سكانها 80 نسمة في عام تعداد الولايات المتحدة 2000 حسب إحصاء مكتب تعداد الولايات المتحدة وتصل الكثافة السكانية فيها 197.5 نسمة/كم2.

## وصلات خارجية
- The US50 - Cities and Towns in Michigan State
- Michigan Cities and Towns, Facts, Map, Flag, Colleges, Government, and More